# Tríptico de la Virgen de Montserrat
El tríptico de la Virgen de Monserrat se trata de un tríptico flamenco encargado por un mercader italiano para la capilla de la catedral italiana de Nostra Signora Assunta en la Sala Capitular de Acqui Terme. Fue encargado por Francesco della Chiesa, un mercader de Acqui, residente en Valencia. Recoge una finalidad votiva y de culto religioso hacia la Virgen de Montserrat, probablemente por haber sobrevivido a un naufragio, de acuerdo con la historia de esta virgen. Esta además es la patrona de Cataluña y protectora de los marineros.
Es datado entre 1483 y 1489. Aunque las dimensiones exactas no se especifican en las fuentes disponibles, se puede inferir que el panel central sería significativamente más grande que los laterales y la proporción entre la altura y la anchura probablemente seguiría los cánones de la época, con una tendencia a la verticalidad. El tamaño total sería considerable, dado que se describe como un "retablo de grandes dimensiones".

## Historia
La creación de este tríptico se enmarca en un período de intenso intercambio cultural y artístico entre España, Flandes e Italia. Valencia fue un importante centro comercial y artístico que facilitaba la llegada de influencias extranjeras, donde de hecho es posible que los autores pudiesen haber obtenido su formación artística.
El comitente, Francesco della Chiesa, representa la figura del mercader italiano con gusto por el arte flamenco. Una preferencia común entre los comerciantes mediterráneos de la época. Este comitente pertenecía a una familia de mercaderes y quería presidir la capilla que él mismo fundó en la Catedral de Santa María Assunta. Acqui Terme, fue su ciudad natal y el tríptico sigue actualmente en la catedral aunque ha sido trasladado a la sacristía.
De acuerdo con la repercusión que adoptó esta obra, el Tríptico de la Virgen de Montserrat es considerado una de las obras más importantes de Bartolomé Bermejo y del arte hispanoflamenco. Su combinación de técnicas flamencas, influencias italianas y tradición hispana lo convierten en un ejemplo único de la pintura europea del siglo XV.
La obra demuestra la capacidad de Bermejo para adaptarse a las demandas de un mercado internacional y su habilidad para sintetizar diferentes tradiciones artísticas en un estilo personal y reconocible. Su influencia se extendió más allá de su tiempo, inspirando a generaciones posteriores de pintores españoles.
El tríptico fue realizado por tres pintores españoles en Valencia: Bartolomé Bermejo, Rodrigo de Osona y Francisco de Osona. Está realizada sobre madera de roble, adoptando fórmulas de Van Eyck, Dirk Bouts y el Maestro de la Leyenda de Santa Lucía. Bermejo asimila las recetas italianas compartidas con los Osona como es la marina del fondo. Los hermanos Osona se encargaron de las puertas del retablo, posiblemente sobre un dibujo del propio Bermejo. Es probable que los dos hermanos también hayan colaborado en el paisaje del panel central, dado que el galeón representado en el fondo es similar a uno pintado por Rodrigo Osona, en otro trabajo. Esta colaboración entre artistas era común en la época y permitía combinar diferentes estilos y técnicas.

## Descripción

### Soporte
Se realizó con tablones de roble importados de los bosques del Báltico, siguiendo la tradición flamenca. Sin embargo, la construcción de los paneles fue llevada a cabo por carpinteros valencianos, que utilizaron técnicas locales como el refuerzo con travesaños en aspa en el reverso, para prevenir deformaciones y el entelado y encañamado del conjunto con estopa, yeso y cola, para crear una superficie lisa. El soporte se preparó con una capa de yeso sobre el entelado, y una posible capa posterior de imprimación en blanco de plomo

### Paneles exteriores
Visibles cuando el tríptico permanece cerrado, contienen la Anunciación mediante una grisalla y el estilo es netamente flamenco (clara inspiración de las obras de Jan van Eyck): composición con el Arcángel Gabriel en el panel izquierdo y la Virgen María en el derecho. También se observa la presencia de elementos simbólicos como el jarrón con lirios (signo de pureza), el libro abierto                (Sagradas Escrituras) y la paloma del Espíritu Santo. Estas pinturas por la parte externa de las puertas del tríptico permiten que el tríptico pueda presentarse abierto, mostrando las escenas principales, o cerrado, exhibiendo las pinturas exteriores.

### Panel izquierdo interior
De (156,2 x 50,2 x 1,6 cm), en este panel se observa el nacimiento de la virgen, que contiene una escena interior con la presencia de Santa Ana en el lecho, con un nimbo sobre su cabeza. Esta escena cuenta con diversos detalles cotidianos como la cuna y las parteras, mirándose entre sí con un gesto dulce, que se relacionan con la figura del recién nacido. Además, para resaltar su figura, esta cuenta con pequeños puntos de luz. En este panel izquierdo también se aprecia en la parte inferior el tipo iconográfico con respecto a San Francisco de Asís, vestido con su típico hábito marrón y su cuerda atada a la cintura con los tres nudos característicos. Está en una postura orante, mientras mira hacia el crucifijo con la forma de Cristo en el cielo, para aludir a su sufrimiento, rogándole piedad.

### Panel derecho interior
De (156,2 x 50,2 x 1,6 cm) por su parte, se observa en el registro superior una escena de interior. En ella, el tema representado es la presentación del niño Jesús en el templo. Aparecen representados la Virgen, que otorga al Niño a Simeón, todos ellos con nimbos dorados sobre sus cabezas, que de nuevo, irradian una luz divina. En el registro inferior se encuentra San Sebastián. Un mártir cristiano, representado aquí con un nimbo sobre su cabeza y unas flechas en la mano, símbolo de protección divina. Esto remite a su historia en la que sobrevivió a un primer martirio. 

### Tabla central
Bermejo se ocupó especialmente de la tabla central (156,5 x 100,5 x 2,1 cm) donde vemos a la Virgen de Montserrat, que constituiría un signo de la redención y la encarnación divina. Esta aparece en una postura sedente, con una corona muy lujosa que la clasifica como Reina de los Cielos, sobre un velo. El Niño Jesús está sostenido por la Virgen. Presenta una postura natural y dinámica. La vestimenta de la virgen tiene un manto ricamente decorado, probablemente con pan de oro y pigmentos preciosos como lapislázuli. En el primer plano se observa un conjunto variado de plantas y flores, creando un efecto de "hortus conclusus" o jardín cerrado, símbolo de la pureza de la virgen. El comitente, Francesco della Chiesa, aparece arrodillado en la esquina inferior izquierda, con un libro de oraciones en las manos, siguiendo la tradición de los retratos de donantes.
En cuanto a la ejecución de la obra central, en esta los personajes muestran un carácter muy delicado visualmente, gracias al sfumato, con un detallismo muy trabajado. De esta manera, la vista del fondo incluye una alusión al Monasterio de Montserrat y el fondo de una marina surcada por unos barcos en el atardecer, con una clara herencia de los modelos flamencos septentrionales (lo cual es una innovación con respecto a la iconografía tradicional de esta virgen) que además, posiblemente se trate de una alusión al milagro del salvamento marítimo. También se aprecia el uso de la perspectiva lineal, que delimita a las figuras por sus contornos. La composición en sí misma nos habla de la introducción del paisaje en la pintura de Bermejo, muy marcada por modelos italianos en algunos casos. Y constituye un claro ejemplo del arte hispano-flamenco, que fusiona elementos del gótico tardío español con la pintura flamenca, con una técnica que denota una gran maestría. Bermejo, aunque conocía bien los acantilados de Montserrat, optó por una representación imaginaria del paisaje en lugar de una realista. Este enfoque demuestra su habilidad para mezclar lo simbólico con lo imaginario.
Los colores son muy nítidos y realistas, mostrando una túnica de terciopelo de la virgen, muy bien elaborada en parte gracias a la calidad pictórica que permite el uso de la técnica del óleo, realizado con una mezcla de lapislázuli y azurita (aunque los tonos azulados se han ido ennegreciendo con el paso del tiempo), sobre una base negra. El forro interno de este manto es verde. Lo cual deja ver el origen italiano de este tipo de sedas. Esta sostiene al niño Jesús en sus brazos, el cual presenta un escorzo con un juego de luces y sombras. Este también tiene un nimbo dorado y en su mano sostiene una cuerda atada a un jilguero, al que el niño está mirando. Hay dos posibles hipótesis para esta simbolización: puede aludir al alma humana atada al mundo terrenal, o bien funcionaría como una especie de metáfora del monasterio, mostrándolo como un nido. 
La mirada de la virgen se dirige hacia el personaje situado a la izquierda de la obra: se trata de un cardenal enseñándole las Sagradas Escrituras, en las cuales además se llega a apreciar la frase “Salve Regina”. La virgen abarca el centro de interés de la composición, marcando una unidad compositiva con el personaje de su izquierda, por la conexión que mantienen. Sin embargo, no hay ningún tipo de comunicación entre esta y el niño, que en cambio, está dirigiendo la atención hacia el monasterio que se sitúa a sus espaldas. De esta manera, se trata de una composición estática, entremezclada con muchas líneas compositivas diagonales, que hacen que la mirada del espectador se dirija tanto a los edificios del fondo, como a la Virgen y a las Sagradas Escrituras. Además, la imagen del primer plano contrasta mucho con un fondo que mezcla un paisaje marítimo, con uno más urbanizado debido a las edificaciones de la obra.
Obra autógrafa de Bermejo, por un cartelino en la parte baja entre la figura de Francesco y la Virgen que incluye la firma “Bartolomeus Rubeus”, que es la misma firma que usaría en el San Miguel de Tous, realizado de una forma muy similar y también realizada en Valencia para un cliente particular. 